# Alexander Butler
Pour les articles homonymes, voir Butler.
Alexander Butler est un réalisateur britannique.

## Filmographie partielle
- 1916 : La Vallée de la peur (The Valley of Fear)
- 1919 : The Beetle
- 1925 : It Is Never Too Late to Mend
- 1926 : A Royal Divorce